# Ming-Bulak (Landgemeinde)
Ming-Bulak (kirgisisch Миң-Булак айыл аймагы) ist eine Landgemeinde (ajyl aimagy) im Rajon Naryn des Oblus Naryn in Kirgisistan. Sie besteht aus den drei Dörfern Ming-Bulak (kirgisisch Миң-Булак), Kuibischew (kirgisisch Куйбышев) und Örnök (kirgisisch Өрнөк). Das Verwaltungszentrum ist das Dorf Kujbischew. Im Jahr 2009 hatte die Landgemeinde 5050 Einwohner. Bis 2021 wuchs die Bevölkerung auf 6060 Einwohner.
Im Westen liegt die Gemeinde Dscherge-Tal, im Süden fließt der Naryn vorbei.
| Dorf       | Einwohnerzahl (2009) | Einwohnerzahl (2021) |
| ---------- | -------------------- | -------------------- |
| Kujbischew | 3487                 | 4038                 |
| Ming-Bulak | 1130                 | 1488                 |
| Örnök      | 0433                 | 0635                 |